# Per Degaton
Per Degaton es un supervillano que aparece en los cómics estadounidenses publicados por DC Comics.
Cory Grüter-Andrew interpretó una versión joven del personaje en la primera temporada de Legends of Tomorrow, mientras que un actor desconocido interpretó a su yo mayor.

## Historial de publicaciones
Per Degaton hizo su primera aparición en All Star Comics #35 (junio/julio de 1947) y fue creado por John Broome y Irwin Hasen.
Per Degaton fue uno de los seis miembros originales de la Sociedad de la Injusticia, que comenzó a luchar contra la Sociedad de la Justicia de América en All Star Comics # 37 (octubre de 1947).

## Biografía ficticia

### Pre-Crisis
Per Degaton ha estado obsesionado con los viajes en el tiempo desde que era asistente de Time Trust, un grupo de científicos que desarrolla un rayo de tiempo para ir al futuro y adquirir una defensa de bombardeo eficaz para su uso durante la Segunda Guerra Mundial. En 1941, la Sociedad de la Justicia de América es enviada 500 años en el futuro para recuperar una fórmula que produzca un escudo a prueba de bombas. En un ataque de celos, Per Degaton sabotea la fórmula, lo que hace que falle en su segunda prueba y deja el Time Trust poco después.
En 1947, Degaton está ayudando al profesor Malachi Zee, un exmiembro de Time Trust que está desarrollando una máquina del tiempo. Degaton planea quedarse con la máquina y le dispara a Zee. Varias veces, Degaton intenta sin éxito alterar el curso de la historia para su propio beneficio, incluso frustrando el curso de eventos históricos como la Batalla de Arbela entre Grecia y Persia en el 331 a. C., lo que detuvo el desarrollo tecnológico y le permitió a él y a sus secuaces conquistar una América de tecnologías antiguas con armas modernas que había dejado en cuevas especialmente preparadas, a salvo de las alteraciones del flujo del tiempo. La JSA detiene varios planes de Degaton y la historia vuelve a la normalidad, y todos pierden la memoria de estos eventos debido a las paradojas del tiempo inherentes a la máquina del tiempo de Zee. La historia se cierra con el profesor Zee en su laboratorio con Per Degaton, quien parece recordar alguna tontería sobre él soñando que gobernaba el mundo. La JSA puede aprender de su propio éxito a través de la esfera mágica de Wonder Woman.
La memoria de Degaton regresa y, después de matar nuevamente a Zee, intenta cambiar las circunstancias del ataque a Pearl Harbor japonés. Degaton intenta detener a la JSA con la ayuda de los villanos que ha retrocedido en el tiempo: el Monstruo, King Bee, el profesor Zodiak, Sky Pirate, Solomon Grundy y Wotan, quien encarcela a la JSA en un aura mágica. Sin embargo, el All-Star Squadron se involucra y detiene su ataque a San Francisco. Cuando Degaton intenta destruir la isla donde están encarcelados los JSA, se libera el Espectro, que libera a los otros miembros, después de lo cual Degaton devuelve a los villanos a sus propios períodos de tiempo y regresa él mismo a 1947, perdiendo nuevamente la memoria de los eventos. Los héroes también pierden el recuerdo de la participación de Degaton.
Poco después, Degaton recuerda todos los intentos anteriores a través de un sueño que ocurre la noche antes de que Zee pruebe la máquina del tiempo. Nuevamente matando a Zee, Degaton intenta adquirir armas y tecnología del futuro para conquistar el mundo de la década de 1940, pero descubre que puede viajar entre Tierras alternativas después de viajar accidentalmente a Tierra Prima y luego al Limbo entre universos, donde obtiene el Sindicato del Crimen de América (anteriormente de Tierra-3), para robar misiles nucleares de la Crisis de los Misiles Cubanos de Tierra Prima en 1962, que trae a Tierra-Dos de 1942. Una vez más luchan contra la JLA, la JSA y el All-Star Squadron de 1942, pero las fuerzas combinadas de estos héroes son suficientes para derrotar a Degaton. Con sus cambios deshechos, regresa nuevamente a 1947 sin recordar los eventos, mientras que todos los demás involucrados también pierden sus recuerdos de los eventos y regresan a sus tiempos / mundos adecuados.
Una vez más, los recuerdos de Degaton finalmente regresan e intenta matar a Zee y robar la máquina del tiempo. Esta vez, sin embargo, Zee cae inesperadamente en la máquina del tiempo, enviándolo 40 años en el futuro, donde llegará en su cumpleaños número 100. Degaton se da cuenta de que simplemente debe esperar hasta que regrese la máquina. Degaton comienza una corta carrera como un malvado comandante paramilitar y se une a la Sociedad de la Injusticia del Mundo (ISW). Finalmente, la ISW es derrotada por la JSA y Degaton es enviado a prisión por 30 años.
Después de su liberación, Degaton deambula por las calles como un abandonado hasta que su antiguo aliado Brain Wave lo encuentra sin hogar y con muy mala salud. Brain Wave decide restaurar su vitalidad y crear nuevos cuerpos para él y Degaton. Al amparo de una serie de desastres naturales que él provoca, Brain Wave usa una máquina para minar la fuerza de voluntad de la Sociedad de la Justicia y desviarla para alimentar el nuevo cuerpo de Degaton. Después de ser derrotado por la JSA, Degaton regresa a prisión (de nuevo en su cuerpo original), pero es puesto en libertad condicional diez años después debido a su avanzada edad, gracias a la intervención de Bruce Wayne.
Aprovechando la revelación del "Diario de Batman", un documento que supuestamente condenó a la Sociedad de la Justicia por traición, Degaton usa su influencia restante para intentar acusar al grupo en el subcomité del Congreso. Degaton reconoce que esta es probablemente su última oportunidad de derrotar a sus viejos enemigos, ya que el regreso de la máquina del tiempo de Zee está cerca. A medida que el subcomité del Congreso está cada vez menos convencido por la evidencia contra la JSA, Degaton secuestra a Richard Grayson, Robin de Tierra-2, y espera en el lugar donde debería aparecer la máquina del tiempo. Se revela que el diario fue el intento subliminal de Batman de advertir a la Sociedad sobre Degaton. La JSA, en busca del cautivo Grayson, alcanza a Degaton. La máquina del tiempo reaparece y Zee sale tambaleándose, acusando a Degaton de asesinato con su último aliento. Rodeado de testigos y enfrentando prisión por un cargo de asesinato de 40 años a su avanzada edad, Degaton coloca el arma en su sien y se dispara fatalmente.

### Post-Crisis
Debido a los eventos de Crisis on Infinite Earths, Per Degaton, luego de su paso por Time Trust, es empleado en otro grupo científico secreto, Proyecto M. Durante este tiempo, conoce a la robot viajera en el tiempo Mekanique, quien solicita su ayuda en guerra contra el All-Star Squadron. A cambio de su ayuda, Mekanique promete darle los secretos del viaje en el tiempo. Fracasan en su ataque a los All-Stars y el cuerpo de Mekanique es destruido, pero Degaton salva su cabeza. Él mantiene su cabeza a su lado durante los próximos cinco años y se enamoran.
En 1947, Degaton ayuda al profesor Malachi Zee, quien, con la ayuda de Degaton y Mekanique, termina una máquina del tiempo. Degaton planea tomar la máquina para sí mismo y le dispara a Zee, quien cae en la máquina y lo envía 40 años hacia el futuro. Mekanique sugiere que los dos simplemente esperen cuatro décadas para que la máquina vuelva a aparecer, pero esta idea lleva a Degaton a una furia lunática. Entierra la cabeza de Mekanique y hace nuevos planes para sí mismo.
Frustrado por no poder dañar a la JSA, Degaton usa sus habilidades para viajar en el tiempo para "ver cómo la vida lastima [a sus enemigos]". Enfrentándose secuencialmente a los miembros de JSA, les dice que los vio morir y revela algunas pistas sobre sus momentos finales. Ahora equipado con un disco de tiempo, Degaton tiene la capacidad de vivir "entre segundos", aparentemente sin edad en un estado intangible, del cual solo puede ser removido con los taquiones concentrados que se encuentran en el reloj de arena de Hourman.
El monta un nuevo ataque contra la JSA después de que Rick Tyler cambia la historia para salvar a su padre de su muerte a manos de Extant, el cambio de historia crea una debilidad en la corriente temporal que Degaton puede usar para montar un ataque. Hace arreglos para asegurarse de que la disolución temporal de la JSA en la década de 1950 se vuelva permanente antes de preparar un ataque a la Casa Blanca que culminaría con la "autodestrucción" de Atom, razonando que la muerte del presidente Truman debido a un héroe disfrazado deshonraría a todos. luchadores contra el crimen enmascarados y dejarlos tildados de traidores, borrando así de la historia a todos los superhéroes posteriores. Degaton finalmente es detenido por una alianza de la JSA de la década de 1950 y la JSA de principios de la década de 2000. La línea de tiempo se restablece para que nunca se produzcan sus cambios. Sin embargo, Degaton se retira a la corriente temporal con sus recuerdos intactos en lugar de verse obligado a regresar a 1947 con sus recuerdos borrados, renovando su compromiso de observar la muerte de sus enemigos a lo largo del tiempo.
Después de su liberación de la prisión, Degaton reconstruye Mekanique, y la pareja lucha contra Infinity Inc, en el sitio donde llegará la máquina del tiempo de Zee. Cuando reaparece, no solo contiene al Zee moribundo, sino también una versión de 1947 del propio Degaton. Se revela que cuando Degaton se abalanzó sobre la máquina que desaparecía en 1947, las energías de la máquina crearon dos Degatons, uno que vive una vida normal y otro que es llevado junto con la máquina del tiempo. El Degaton mayor se desintegra instantáneamente debido a la existencia paradójica de dos Degatons en un momento. Mekanique mata al joven Degaton y a ella misma, temiendo que este Degaton termine traicionándola una vez más.
Degaton regresa brevemente en Justice League of America y luego en Booster Gold como parte de un equipo con Ultra-Humanidad, Despero, Supernova y Black Beetle, quienes han formado "The Time Stealers", un grupo de supervillanos que parece estar manipulando el flujo de tiempo a su favor. Esta versión de Per Degaton, junto con Ultra-Humanidad y Despero, es de un período anterior en la línea de tiempo, extraído de sus respectivos momentos en el tiempo por Black Beetle y regresado en la serie limitada Time Masters: Vanishing Point.
Más tarde aparece una versión anterior de Degaton, que se hace llamar Prime Degaton, que parece haber estado presente durante los planes anteriores de Per Degaton. Le dice a su yo más joven que al combinar todos sus yoes infinitos a través de las líneas de tiempo, se volverá omnipotente, pero eso requerirá que sus yoes más jóvenes dejen de existir. Cuando la Sociedad de la Justicia convierte a Monument Point en su nueva base, él aparece con mayor poder con el tiempo y lucha contra ellos, advirtiendo a Jesse Quick sobre el villano D'arken, un dios caído.
En 2016, DC Comics implementó otro relanzamiento de sus libros llamado "DC Rebirth", que restauró su continuidad a una forma muy parecida a como era antes de "The New 52". Per Degaton aparece como miembro de Cabal junto a Amazo, Doctor Psycho, Hugo Strange, Queen Bee y Teel.
Per Degaton fue visto como miembro de la Sociedad de la Injusticia cuando Hawkman y Hawkgirl cuentan su tiempo en la década de 1940 cuando la Sociedad de la Justicia luchó contra la Sociedad de la Injusticia. Hawkman se enfrentó a Per Degaton. Después de que Brain Wave desata un poderoso ataque psíquico que derriba a todos, Per Degaton y Vándalo Salvaje se preparan para acabar con Hawkman y Hawkgirl. Hawkman y Hawkgirl lanzan sus mazas lo suficiente como para que choquen. Esto permite que la Sociedad de la Justicia cambie las tornas contra la Sociedad de la Injusticia.

## Poderes y habilidades
Per Degaton es experto en combate armado y combate cuerpo a cuerpo. También es un hábil táctico, posee un intelecto a nivel de genio, puede volverse intangible y es aparentemente inmortal.
Per Degaton posee una "Visión del Tiempo" limitada, lo que le permite saber lo que sucederá en el futuro cercano. Está fuera de fase con el tiempo normal, lo que lo vuelve intangible. Se ha demostrado que el reloj de arena lleno de taquiones de Hourman nubla su visión del tiempo y permite que cualquiera que lo posea golpee a Degaton. También está al tanto de los cambios en la corriente temporal y ha mencionado que recuerda eventos anteriores a Crisis on Infinite Earths. Sin embargo, no está claro si se trata de habilidades innatas que Degaton adquirió o si son el resultado de su disco de tiempo.

### Equipo
Per Degaton viaja en un "disco de tiempo", una máquina que le permite viajar a través del tiempo y tiene dispositivos de seguridad para devolver el tiempo a la normalidad en caso de que sus planes fallen. También usa pequeños discos de tiempo que pueden acelerar el metabolismo en cantidades variables.

## En otros medios

### Animación
Per Degaton aparece en el episodio de Batman: The Brave and the Bold, "¡La edad de oro de la justicia!", con la voz de Clancy Brown. La Sociedad de la Justicia de América solicita la ayuda de Batman cuando Per Degaton es revivido de la animación suspendida por su asistente, el profesor Zee. Cuando ataca la ciudad, usa la Lanza del Destino para envejecer a Batman, Doctor Mid-Nite, Flash, Hawkman y Hourman hasta la vejez. Es derrotado cuando la lanza fracasa, convirtiéndolo en un anciano mientras que el profesor Zee se reduce a un bebé. En "¡El asedio de Starro!", Per Degaton aparece en un flashback atacando la Casa Blanca con un ejército de robots hasta que es detenido por la Sociedad de la Justicia de América.

### Arrowverso
- Per Degaton aparece en Legends of Tomorrow con su yo más joven interpretado por Cory Grüter-Andrew y su yo mayor interpretado por un actor no acreditado. Se le menciona por primera vez en el primer episodio junto con Julio César y Adolf Hitler y Rip Hunter lo describe como un "aficionado de rango" en comparación con Vándalo Salvaje. Degaton aparece a continuación como un niño en su tierra natal de Kasnia en el episodio "Progeny". En la línea de tiempo de Hunter, él y su reinado del Conglomerado Kasnia crecerán para convertirse en instrumentos para la toma de control del mundo por parte de Salvaje; Salvaje lo prepara para convertirse en un dictador al que finalmente se culpa por desatar un virus llamado "Armagedón" diseñado para matar a la mayor parte de la población mundial, dejándola lo suficientemente pequeña y debilitada para que Salvaje luego conquiste el planeta (más tarde se reveló que Salvaje liberado el virus). Incluso uno de los hijos de Salvaje, Cassandra, creía que Degaton era un tirano y que Vándalo había salvado el mundo, cuando en realidad Vándalo lo mata. El equipo de Rip considera matar a Per mientras aún es un niño y aún no ha cometido un genocidio, pero en cambio, optan por simplemente secuestrarlo y sacarlo de los eventos para evitar que Salvaje ascienda al poder. Esto no altera la línea de tiempo, por lo que Rip lo libera después de rogarle a Per que no permita que Salvaje lo vuelva malvado. Las acciones del equipo solo aceleran los eventos, lo que lleva a Degaton a asesinar a su padre mientras dormía y su reinado comienza en un punto anterior.
- Per Degaton es mencionado por Pat Dugan en el episodio de estreno de la temporada 2 de Stargirl cuando es desterrado a una realidad alternativa por Flash.